# Pycnothele singularis
Pycnothele singularis is een spinnensoort in de taxonomische indeling van de bruine klapdeurspinnen (Nemesiidae).
Pycnothele singularis werd in 1934 beschreven door Mello-Leitão.